# Trapped in Paradise
Trapped in Paradise (bra: Encurralados no Paraíso; prt: Apanhados na Ratoeira) é um filme de comédia estadunidense com tema natalino de 1994, escrito e dirigido por George Gallo e estrelado por Nicolas Cage, Jon Lovitz e Dana Carvey.

## Sinopse
Na época do Natal, os irmãos do gerente de restaurante de Nova York, Bill Firpo (Nicolas Cage), Dave (Jon Lovitz) e Alvin (Dana Carvey) são libertados em liberdade condicional e colocados sob custódia de Bill. Dave e Alvin pedem a Bill que os leve a Paradise, na Pensilvânia, para fazer um favor a um companheiro preso. Bill recusa, pois seus irmãos não podem sair do estado e ele conhece as tendências patológicas de Dave. Ele só concorda depois de ficar vinculado a um assalto que seus irmãos cometeram.
Quando descobrem que o banco de Paradise é pouco seguro, Bill sente vontade de roubá-lo se ele tiver uma arma. Existem armas no carro que Dave e Alvin pegaram emprestado. Com Alvin dirigindo um carro roubado, Bill e Dave atacam o banco com máscaras de esqui. A esposa do presidente do banco (Angela Paton) diz a eles que a porta do cofre está trancada e o presidente, o Sr. Clifford Anderson (Donald Moffat), está almoçando. Enquanto Dave fica no banco, Alvin e Bill entram no restaurante, levando o Sr. Anderson e os clientes de volta ao banco. Bill e Dave obtêm acesso ao cofre e logo saem correndo do banco com US$275,000, com Alvin dirigindo o carro de fuga.
Enquanto tenta sair da cidade, Alvin os perde. Um carro da polícia liga as sirenes e eles tentam evitar serem pegos. Por causa de estradas escorregadias, eles dirigem sobre uma ponte. O policial não os vê bater e passa pela ponte, mas outro carro para e oferece uma carona. Devido ao fechamento das interestaduais, o homem os leva a seus parentes. Ao chegar na casa, eles descobrem que é a casa do presidente do banco, Sr. Anderson. No entanto, os parentes não os reconhecem.
Vic Mazzucci (Vic Manni), o preso que deu a Dave e Alvin a dica sobre a baixa segurança do banco, fica furioso por terem roubado o banco e saído da prisão. Ele e seu capanga, César, levam a mãe das Firpoes, Edna (Florença Stanley) como refém, e ameaçam matá-la, a menos que eles dão-lhe o dinheiro roubado.
Bill recebe passagens de ônibus e, ao sair, o FBI pede que ele abra a bolsa que está carregando com ele, que contém todo o dinheiro. A bolsa é agarrada por Ed Dawson (John Ashton) e Clovis Minor (John Bergantine), dois comerciantes ineptos, feitos "adjuntos" pelo chefe de polícia local. Bill engana o FBI disparando tiros da arma de Ed no chão, fazendo a multidão correr e se safar com sua bolsa. No entanto, eles perdem o ônibus. Eles então tentam fugir de canoa. A canoa está indo em direção a uma cachoeira e Alvin cai na água. Uma família próxima tira Alvin da água e o salva com RCP.
Alvin então rouba uma carruagem do filho do chefe de polícia, Timmy. Os federais perseguem a carruagem, mas depois que entram na floresta, os carros da polícia não conseguem continuar a perseguição. Eles abandonam a carruagem de cavalo e decidem pegar carona. No entanto, o cavalo, Merlin e a carruagem são puxados para a água, fazendo com que os irmãos o salvem e, em vez disso, parem em uma parada de caminhões. Lá, Bill e Alvin decidem devolver o dinheiro ao banco enquanto Dave se recusa, sabendo que sua mãe seria morta se o fizessem (Bill e Alvin não têm conhecimento disso). Alvin então revela a Bill que ele não é procurado em Nova York e que eles o enganaram. Chateado, Bill deixa seus dois irmãos, depois parte para devolver o dinheiro e pede a estranhos uma carona para Paradise. Por coincidência, ele acaba pegando uma carona com Vic e Caesar, que mantêm sua mãe refém no porta-malas. Bill mostra a foto de sua mãe, e Vic tenta atirar nele para que ele possa pegar o dinheiro que Bill tem na sacola. Bill pula para fora do carro e foge, resgatado por Dave, Alvin e Merlin.
Eles tentam devolver o dinheiro ao banco, mas acionam o alarme. Eles então entregam o dinheiro a uma igreja com uma carta pedindo para devolvê-lo ao povo da cidade. Tentando fugir, Ed e Clovis (que venderam aos Firpoes as máscaras de esqui antes do assalto) os reconhecem e querem o dinheiro para si. Ed e Clovis agarram os irmãos e os levam para a casa dos Anderson, enquanto são seguidos pela polícia. Vic e Caesar estão mantendo os Andersons de reféns, junto com Timmy, Edna e Sarah (Mädchen Amick), filha de Vic e inquilina da família. Ao entrar, Ed é nocauteado, enquanto Clovis e os Firpoes também são feitos reféns.
A polícia vê que as placas do carro em frente à casa dos Anderson são de um carro roubado e, portanto, ordena que Vic e Caesar saiam com as mãos levantadas. Enquanto os presos estão ocupados descobrindo o que fazer, eles são atacados por Timmy, que imobiliza Caesar e atira em Vic. A polícia entra na casa e leva todos para o escritório. Lá, o agente do FBI Shaddus Peyser (Richard Jenkins) tenta descobrir o que aconteceu e, porque o povo da cidade esconde o que sabe sobre Bill, Alvin e Dave e o pastor da igreja devolve o dinheiro à polícia, eles o liberam. Bill fica em Paradise para ficar com Sarah, enquanto Alvin e Dave retornam com a mãe para Nova York.

## Elenco
- Nicolas Cage como Bill Firpo
- Jon Lovitz como Dave Firpo
- Dana Carvey como Alvin Firpo
- Mädchen Amick como Sarah Collins
- Florence Stanley como Edna 'Ma' Firpo
- Donald Moffat como Clifford Anderson
- Angela Paton como Hattie Anderson
- Vic Manni como Vic Mazzucci
- Frank Pesce como Caesar Spinoza
- John Ashton como Ed Dawson
- John Bergantine como Clovis Minor
- Sean McCann como Bernie Burnell
- Richard Jenkins como Agente Shaddus Peyser
- Sean O'Bryan como Dick Anderson
- Gerard Parkes como Padre Gorenzel
- Richard B. Shull como Padre Ritter

## Recepção
Trapped in Paradise possui uma taxa de aprovação de 10% no Rotten Tomatoes com base em 20 avaliações e uma classificação média de 3.09/10. O consenso do site diz: "Carregado de talento, mas sem limites, Trapped in Paradise fará com que os espectadores sintam a primeira parte do título e desejem a última". As audiências consultadas pelo CinemaScore deram ao filme uma nota média de "C+" na escala A+ a F.